# Macaca leucogenys
Macaca leucogenys (Макака білощокий) — вид приматів з роду Макака (Macaca) родини Мавпові (Cercopithecidae). Вид був вперше описаний в американському журналі приматології в 2015 році. Етимологія: грец. λευκός — «білий», грец. γένυς — «щелепи, щоки»

## Опис
Має відносно однорідний спинний покрив, волохатий черевний волосяний покрив, відносне маловолосий короткий хвіст, від блідих до білих бічних і підборідевих вус, темну шкіру обличчя і довге та товсте волосся на шиї. Спинне хутро дорослих особин рівномірно яскраве або темне або шоколадно-коричневе, хутро на животі і грудях світліше. Неповнолітні мають темне, шоколадно-коричневе хутро на спині. 

## Поширення
Проживає в південно-східному Тибеті. Живе в лісових місцях, від тропічних лісів до первинних та вторинних вічнозелених широколистяних лісів і змішаних широколистяно-хвойних лісів.

## Поведінка
Живе в групах з кількома самцями і самками на висотах 1400—2700 метрів.